# Wiltrud Probst
Wiltrud Probst (Norimberga, 29 maggio 1969) è un'ex tennista tedesca.

## Carriera
In carriera ha vinto 2 titoli in singolare. Nei tornei del Grande Slam ha ottenuto il suo miglior risultato raggiungendo il quarto turno in singolare all'Open di Francia nel 1990.
In Fed Cup ha giocato un totale di 3 partite, riportando però 3 sconfitte.

## Statistiche

### Singolare

#### Vittorie (2)
| Numero | Anno             | Torneo                         | Superficie  | Avversaria in finale | Punteggio     |
| 1.     | 11 febbraio 1990 | Wellington Classic, Wellington | Cemento     | Leila Meskhi         | 1-6, 6-4, 6-0 |
| 2.     | 10 maggio 1992   | Belgian Open, Waregem          | Terra rossa | Meike Babel          | 6–2, 6–3      |

### Doppio

#### Finali perse (7)
| Numero | Anno              | Torneo                             | Superficie  | Compagna         | Avversarie in finale            | Punteggio     |
| 1.     | 21 settembre 1986 | Athens Trophy, Atene               | Terra rossa | Silke Meier      | Isabel Cueto Arantxa Sánchez    | 6-4, 2-6, 4-6 |
| 2.     | 27 agosto 1990    | Schenectady Open, Schenectady      | Cemento     | Linda Ferrando   | Alysia May Nana Miyagi          | 4-6, 7-5, 3-6 |
| 3.     | 12 luglio 1992    | WTA Austrian Open, Kitzbühel       | Terra rossa | Amanda Coetzer   | Florencia Labat Alexia Dechaume | 3-6, 3-6      |
| 4.     | 31 ottobre 1993   | Faber Grand Prix, Essen            | Sintetico   | Christina Singer | Arantxa Sánchez Helena Suková   | 2-6, 2-6      |
| 5.     | 16 aprile 1995    | Virginia Slims of Houston, Houston | Terra rossa | Rene Simpson     | Nicole Arendt Manon Bollegraf   | 4–6, 2–6      |
| 6.     | 30 luglio 1995    | WTA Austrian Open, Maria Lankowitz | Terra rossa | Alexandra Fusai  | Silvia Farina Andrea Temesvári  | 2-6, 2-6      |
| 7.     | 16 giugno 1997    | WTA Austrian Open, Maria Lankowitz | Terra rossa | Radka Bobková    | Eva Melicharová Helena Vildová  | 2-6, 2-6      |